# Frederick Lewis Allen
Frederick Lewis Allen (Boston, 5 de julio de 1890-Nueva York, 13 de febrero de 1954) fue un historiador estadounidense, autor de varios trabajos sobre la historia de Estados Unidos durante la primera mitad del siglo XX, entre ellos Only yesterday (Apenas ayer). Fue editor de la revista Harper's Magazine.

## Biografía
Se graduó en la Universidad de Harvard en 1912 y al año siguiente obtuvo un máster. Luego dio clases en la misma universidad por un breve período, antes de convertirse en el editor asistente de la revista cultural The Atlantic Monthly en 1914. En 1916 ocupó el cargo de editor de The Century. Comenzó a trabajar para Harper's en 1923, llegando a ocupar el cargo de editor en jefe en 1941, puesto que ocupó hasta poco antes de su muerte.
La popularidad de Allen coincidió con un creciente interés en temas históricos por parte de los lectores de los años 1920 y 1930. Este interés fue alentado, no tanto por su rol de historiador académico, sino por sus obras de divulgación histórica dirigidas a un público no especializado. Otros historiadores que promovieron esta tendencia fueron  Carl Sandburg, Bernard DeVoto, Douglas Southall Freeman, Henry F. Pringle, y Allan Nevins.
Sus principales obras son Apenas ayer (Only Yesterday) de 1931, una crónica de la vida americana durante los años 1920, y Desde ayer (Since Yesterday) (1940), que cubre la Gran Depresión de los años 30. Su último y más ambicioso libro, El gran cambio (The Big Change), es una historia social de los Estados Unidos que abarca desde 1900 a 1950. Allen también escribió dos biografías: una sobre Paul Revere Reynolds, agente literario de su época, y otra sobre el empresario y filántropo J. P. Morgan. 
Falleció en Nueva York el 13 de febrero de 1954, víctima de una hemorragia cerebral.

## Obras
- Only yesterday: An Informal History of the 1920s (1931) (Apenas ayer, Eudeba, Buenos Aires)
- The Lords of Creation. New York: Harper and Row (1935)
- Since Yesterday: The 1930's in America, September 3, 1929 to September 3, 1939 (1940)
- Paul Revere Reynolds: A Biographical Sketch (1944)
- Look at America. New York City. A Handbook in Pictures, Maps and Text for the Vacationist, the Traveler and the Stay-at-home (1948, en colaboración con editores de Look Magazine.)
- The Great Pierpont Morgan (1949)
- The Big Change - America's Transformation 1900-1950 (1952)